# Raesfeld
Raesfeld [ˈraːsˌfɛlt] (niederdeutsch Raosfeld) liegt im Westmünsterland im Nordwesten des Bundeslands Nordrhein-Westfalen und ist eine kreisangehörige Gemeinde des Kreises Borken im Regierungsbezirk Münster. Der Name Raesfeld steht sowohl für das Dorf selber als auch die Gesamtgemeinde Raesfeld. Die Gemeinde ist seit 1994 schuldenfrei.

## Geographie

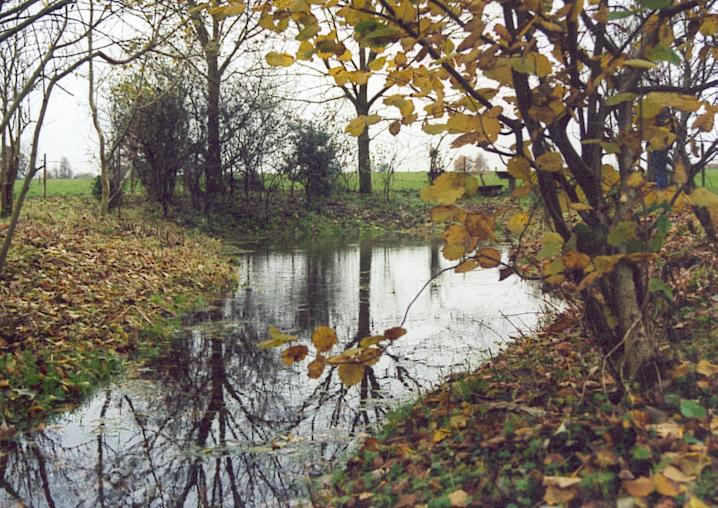
Quelle der Issel

### Geographische Lage
Raesfeld liegt in der Region Lippe-Issel-Niederrhein im Naturpark Hohe Mark. Es wird auch zum Münsterland gerechnet. Im nördlichen Gemeindegebiet entspringt die Issel.

### Gemeindegebiet

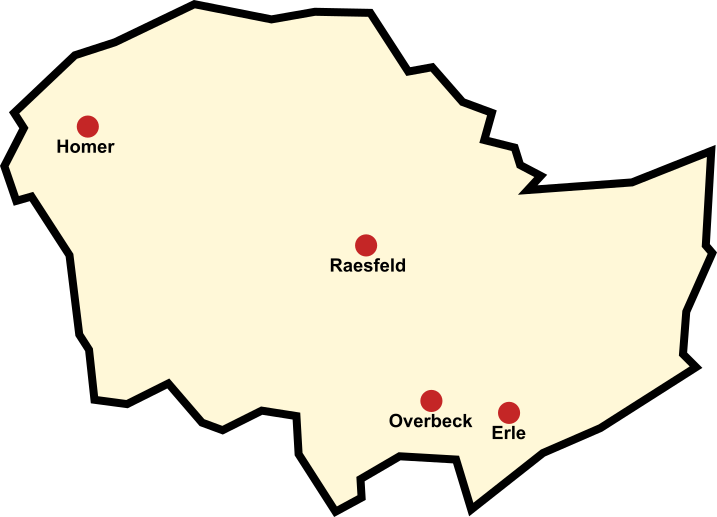
Ortsteile von Raesfeld

Zur Gemeinde Raesfeld gehören die Dörfer Raesfeld, Erle und der nördliche Teil der ehemaligen Gemeinde Overbeck. Daneben gibt es die Bauerschaften Freiheit, Winkelschulte, Westrich, Homer, Brink, Möllmann, Femeiche, Östrich, Brook und Löchte. Die Bauerschaften gliederten sich ihrerseits in Hööke (Singular: Hook), wie im Westmünsterland üblich.

### Nachbargemeinden
Unmittelbare Nachbarstädte und -dörfer von Raesfeld sind Rhede, Borken und Heiden im Kreis Borken, Dorsten im Kreis Recklinghausen sowie Schermbeck und Hamminkeln im Kreis Wesel.

## Geschichte

### Mittelalter
Raesfeld wurde 889 als „Hrothusfeld“ im Heberegister der Abtei Werden erstmals urkundlich erwähnt.
Um 1117 wurde nördlich des kleinen Ortes inmitten einer unzugänglichen Sumpffläche eine Turmhügelburg, genannt Burg Kretier, erbaut. Der erste bekannte Burgherr war um 1170 Rabodo von dem Berge. Er war vermutlich auch der Stifter der Raesfelder Kirche um die herum das heutige Dorf entstand. Bald nach dem Verkauf der Burg an den Ritter Symon von Gemen 1259 brannte die Burg ab. Symon erbaute stattdessen an der Stelle des heutigen Schlosses eine neue Burganlage und nannte sich anschließend Symon von Rasvelde.
In einem Nachspiel zur Münsterischen Stiftsfehde stürmten im Sommer 1458 Bocholter Stadtknechte das Dorf und brannten den Kirchturm nieder. Mit Ablassbriefen konnte der Wiederaufbau bis 1515 finanziert werden.

### Neuzeit
Im Jahre 1560 zerstörte ein weiterer Brand große Teile des Dorfes.
Die Burg Raesfeld kam nach dem Tode Johanns IV. von Raesfeld zu Raesfeld gegen Ende des 16. Jahrhunderts an die mit ihm verwandten Herren von Velen zu Velen. Alexander II. Graf von Velen zu Raesfeld, der westfälische Wallenstein, brachte es im Dreißigjährigen Krieg zu hohem Ansehen und baute die alte Burg von 1643 bis 1658 zum Residenzschloss aus. Das Dorf litt allerdings im Dreißigjährigen Krieg wie auch hundert Jahre später im Siebenjährigen Krieg mehrmals unter Besetzung, Plünderung und Einquartierungen durch Soldaten von verschiedenen Seiten. Die Bedeutung des Schlosses Raesfeld würdigte wie kein anderer Stephan Selhorst, der die frühbarocke Komposition der Bauglieder hervorhob.
Unter Bürgermeister Rößing wurden Schulden in der Höhe von vier Millionen D-Mark bis zum 5. Juli 1993 abgebaut. Seit diesem Zeitpunkt ist Raesfeld schuldenfrei und damit heute (2012) die einzige schuldenfreie Kommune in Nordrhein-Westfalen.
Seit dem Jahre 2008 ist die Gemeinde Raesfeld Mitglied der LEADER-Region Lippe-Issel Niederrhein und des Naturparks Hohe Mark. Der Sitz der Geschäftsstelle des Naturparks Hohe Mark befindet sich im Naturparkhaus Tiergarten Schloss Raesfeld, Tiergarten 1 in Raesfeld. Seit 2014 ist die Gemeinde Mitglied der VITAL Region Hohe Mark, Leben im Naturpark.

### Eingemeindungen
Die heutige Gemeinde Raesfeld entstand in den Jahren 1969 bis 1975. Am 1. Juli 1969 wurde Homer eingegliedert. Erle, bis dahin im Kreis Recklinghausen gelegen, und der nördliche Teil von Overbeck kamen am 1. Januar 1975 hinzu.

### Einwohnerentwicklung
| Jahr | Einwohner |
| ---- | --------- |
| 1816 | 1.616     |
| 1817 | 1.634     |
| 1819 | 1.665     |
| 1820 | 1.566     |
| 1821 | 1.560     |
| 1822 | 1.557     |
| 1825 | 1.602     |
| 1828 | 1.631     |
| 1831 | 1.709     |
| 1834 | 1.754     |

| Jahr | Einwohner |
| ---- | --------- |
| 1837 | 1.752     |
| 1840 | 1.811     |
| 1843 | 1.820     |
| 1846 | 1.801     |
| 1849 | 1.744     |
| 1852 | 1.787     |
| 1855 | 1.781     |
| 1858 | 1.757     |
| 1861 | 1.769     |
| 1950 | 4.939     |

| Jahr  | Einwohner |
| ----- | --------- |
| 1961  | 5.365     |
| 1970  | 6.113     |
| 1974  | 6.557     |
| 1974. | 6.641     |
| 1979  | 7.471     |
| 1984  | 8.368     |
| 1989  | 9.675     |
| 1994  | 10.337    |
| 1999  | 10.945    |
| 2004  | 11.326    |

| Jahr | Einwohner |
| ---- | --------- |
| 2009 | 10.991    |
| 2012 | 11.102    |
| 2013 | 11.088    |
| 2014 | 11.135    |
| 2015 | 11.310    |
| 2016 | 11.260    |
| 2017 | 11.246    |
| 2018 | 11.287    |
| 2019 | 11.360    |
| 2022 | 11.832    |

## Religionen

### Christentum
Im Gemeindeteil Raesfeld existieren zwei Kirchengemeinden, eine katholische (St. Martin im Pfarrverbund mit Rhedebrügge und Erle) mit der Pfarrkirche St. Martin und den dazugehörigen Filialkirchen St. Maria Immaculata in Rhedebrügge und St. Silvester in Erle. Auch die Kapelle des Schloss Raesfeld, St. Sebastian, gehört zum Pfarrbezirk. Die evangelische Kirchengemeinde mit der Lukaskirche in Erle wurde 2012 als Pfarrbezirk der Ev. Kirchengemeinde Gemen zugeordnet.

### Judentum
Eine jüdische Gemeinde existierte in Raesfeld bis 1939. 1812 richtete die Gemeinde in einem ehemaligen Schulraum einen Betraum ein. Ein halbes Jahrhundert später, in dem die Gemeinde weiter gewachsen war, baute sie eine Synagoge samt einer Mikwe, die am 26. Juni 1863 eingeweiht wurde. Sie fiel dem Novemberpogrom 1938 zum Opfer. Ihre Steine verwendete die nationalsozialistische Stadtverwaltung im Straßenbau. Das Gelände, auf dem sie über 130 Jahre stand, wurde eingeebnet und anschließend überbaut. Nur wenige Mitglieder der Synagogengemeinde überlebten die Verfolgungen der Naziherrschaft, die meisten kamen im Konzentrationslager Auschwitz ums Leben. Einige wenige Hinweise erinnern heute an das jüdische Leben in Raesfeld, darunter das Fundament der bereits erwähnten Mikwe.

## Politik

### Gemeinderat
Im Gemeinderat von Raesfeld zog die UWG Raesfeld-Erle an den Wahlen 1994 mit der SPD gleich und wurde 1999 – vor der SPD – zweitstärkste Partei. Die CDU hat die absolute Mehrheit inne.
| Wahl | CDU Nordrhein-Westfalen | CDU Nordrhein-Westfalen | SPD Nordrhein-Westfalen | SPD Nordrhein-Westfalen | Bündnis 90/Die Grünen Nordrhein-Westfalen | Bündnis 90/Die Grünen Nordrhein-Westfalen | Unabhängige Wählergemeinschaft Kreis Borken | Unabhängige Wählergemeinschaft Kreis Borken |      |   | Total | Bürgermeister       |                  |
| 1994 |                         | 15                      |                         | 6                       |                                           | —                                         |                                             | 6                                           |      | — | 27    |                     |                  |
| 1999 |                         | 18                      |                         | 3                       |                                           | 2                                         |                                             | 5                                           |      | — | 28    | Udo Rößing          | CDU              |
| 2004 | 63,4                    | 18                      | 10,9                    | 3                       | 6,1                                       | 2                                         | 19,6                                        | 5                                           |      | — | 28    | Udo Rößing          | CDU              |
| 2009 | 64,5                    | 18                      | 10,1                    | 3                       | 8,1                                       | 2                                         | 17,2                                        | 5                                           |      | — | 28    | Andreas Grotendorst | parteiunabhängig |
| 2014 | 61,1                    | 17                      | 12,3                    | 3                       | 10,2                                      | 3                                         | 16,4                                        | 5                                           |      | — | 28    | Andreas Grotendorst | parteiunabhängig |
| 2020 | 47,3                    | 14                      | 10,6                    | 3                       | 11,2                                      | 3                                         | 22,5                                        | 6                                           | 8,36 | 2 | 28    | Martin Tesing       | CDU              |

### Bürgermeister
Martin Tesing (CDU) kam 2020 mit 59,33 % der Stimmen ins Amt. Sein Vorgänger Andreas Grotendorst (* 1970)  wurde im August 2009 mit 90,8 % der Stimmen gewählt und im Mai 2014 mit 82,1 % der Stimmen wiedergewählt.

### Wappen, Banner und Flagge
Mit Urkunde des Regierungspräsidenten vom 30. April 1979 ist der Gemeinde das Recht zur Führung eines Wappens, eines Dienstsiegels und eines Banners, mit Urkunde des Regierungspräsidenten vom 30. Oktober 1986 zusätzlich die Führung einer Hissflagge, verliehen worden.

Wappen der Gemeinde Raesfeld nach der kommunalen Neuordnung
Banner
Flagge
Wappen der ehem. Gemeinde Raesfeld 1967–1979
Wappen der ehem. Gemeinde Erle

#### Wappen
Blasonierung des Wappens der Gemeinde Raesfeld: Gespalten; vorn in Rot ein goldener (gelber) Turm mit steiler Haube, hinten in Gold (Gelb) zwei rote pfahlweise gestellte Eichhörnchen. Der Turm im Wappen geht auf den markanten Turm des Schlosses zurück. Die Eichhörnchen stammen aus dem Erler Wappen, welches auf das Wappen derer von Ichorne aus dem 13. bis 15. Jahrhundert zurückgeht. Vor der Eingemeindung der Gemeinde Erle war das Wappen der Gemeinde Raesfeld gespalten von Blau und Gelb, vorn der Turm und hinten drei rote Merletten (Amseln). Die Merletten waren aus dem Wappen derer von Velen übernommen worden.

#### Banner und Flagge
Beschreibung des Banners: „Von Rot zu Gelb zu Rot im Verhältnis 1 : 3 : 1 längsgestreift, in der Mitte der oberen Hälfte der gelben Bahn der Wappenschild der Gemeinde.“
Beschreibung der Flagge: „Von Rot zu Gelb zu Rot im Verhältnis 1 : 3 : 1 quergestreift, in der Mitte der gelben Bahn der Wappenschild der Gemeinde.“

## Kultur und Sehenswürdigkeiten

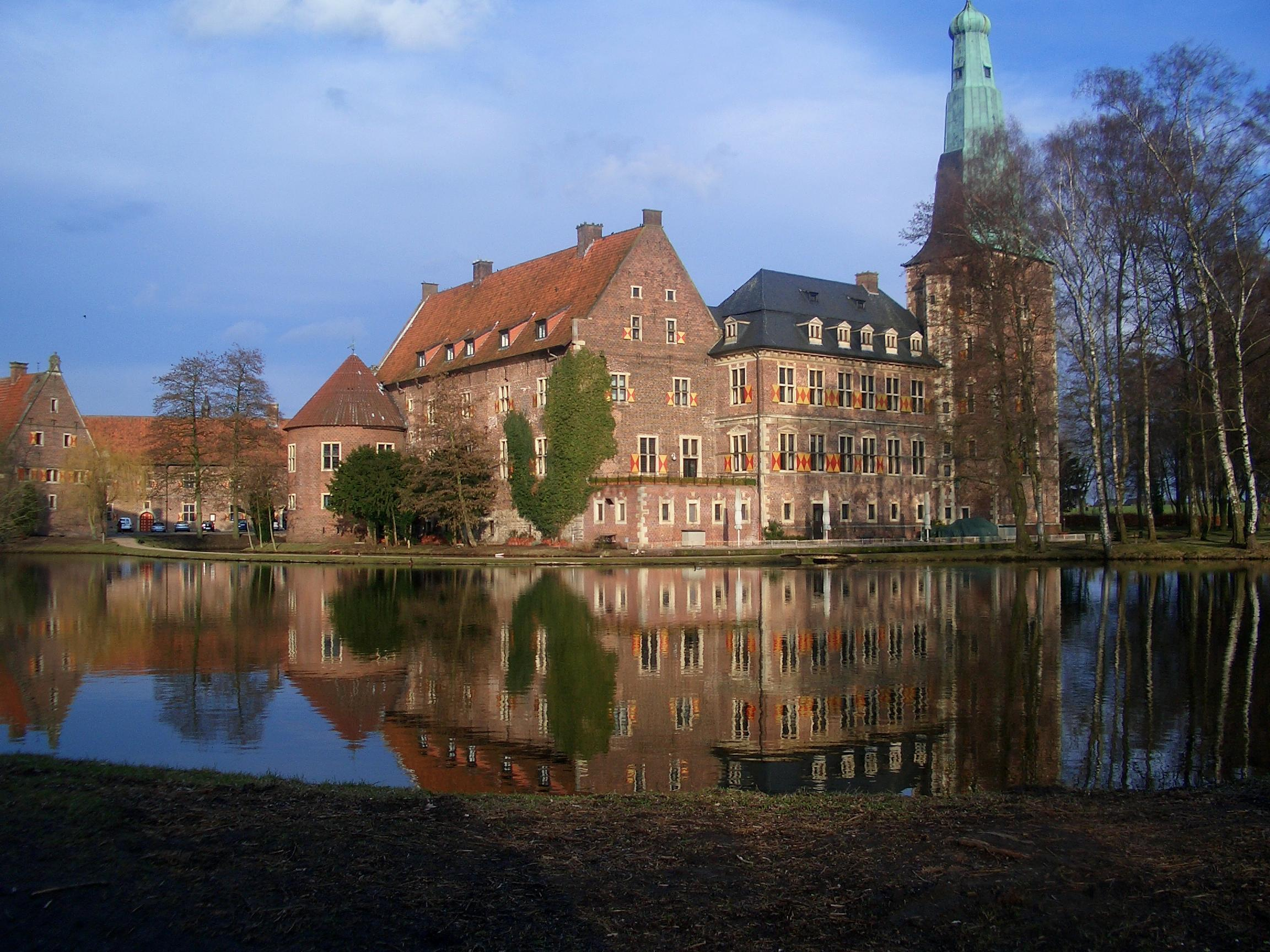
Wasserschloss Raesfeld

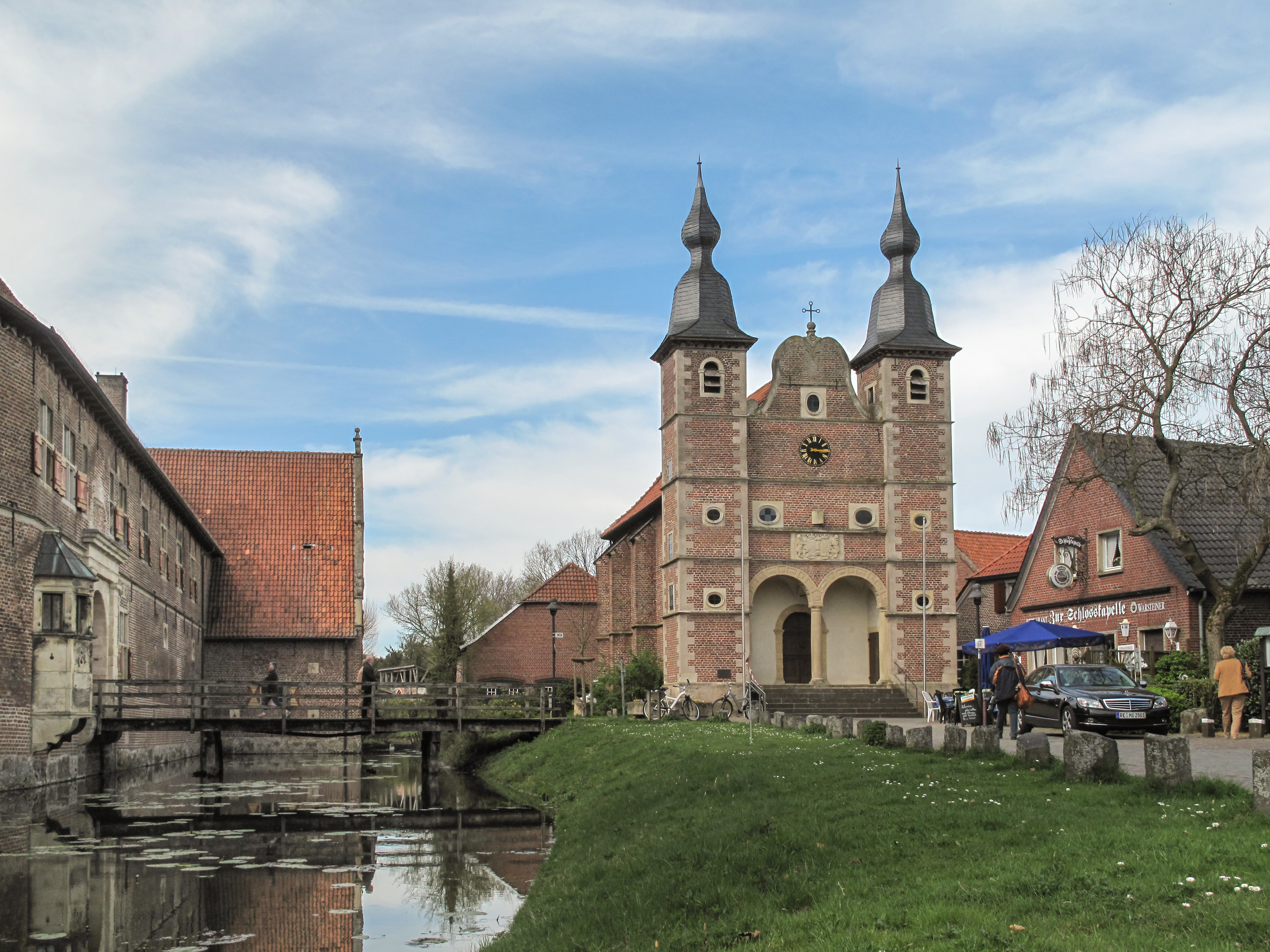
Schlosskapelle St. Sebastian in der Schlossfreiheit

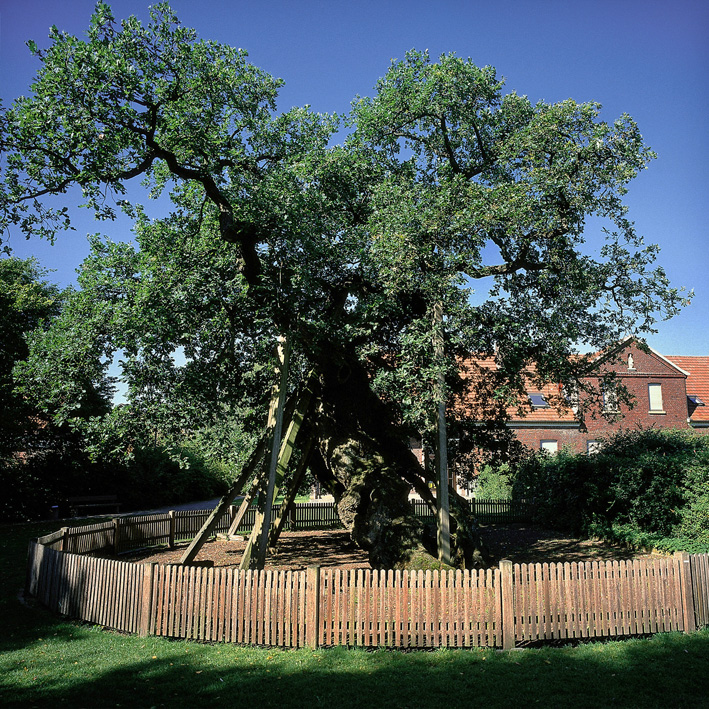
Natur- und Kulturdenkmal Femeiche im Gemeindeteil Erle

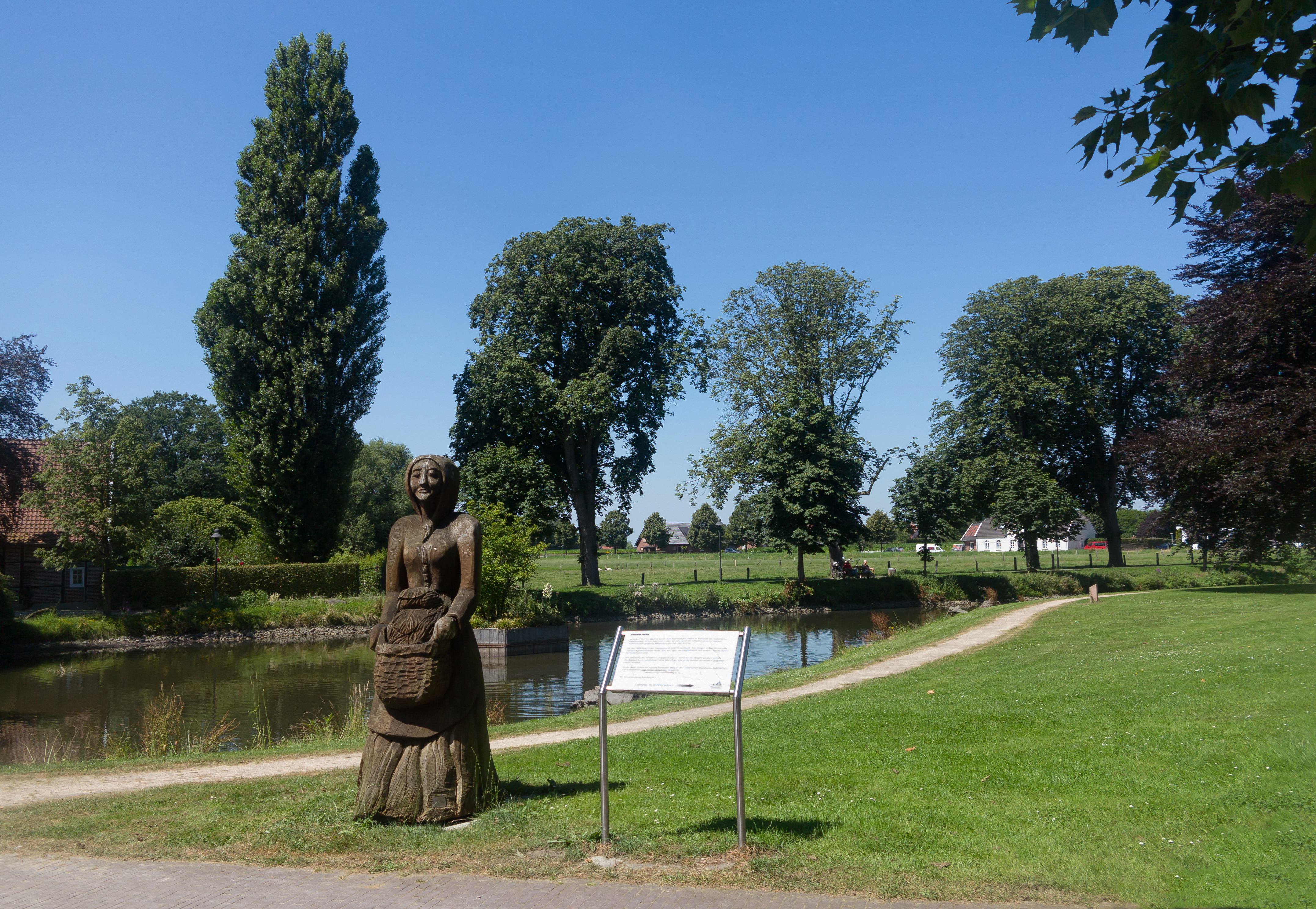
Skulptur Kappes Anna

### Sehenswertes in Raesfeld
Wasserschloss
Das Wasserschloss Raesfeld mit der Schlosskapelle St. Sebastian ist die bekannteste Sehenswürdigkeit am Ort.
Heimatgeschichtliches Museum
In der dörflichen Schlossfreiheit befindet sich ein heimatgeschichtliches Museum über den Zweiten Weltkrieg in Raesfeld.
Tiergarten
Der angrenzende Tiergarten gehört zu den wenigen erhaltenen aus der Zeit der Renaissance.
Naturparkhaus Tiergarten
Das Naturparkhaus Tiergarten Schloss Raesfeld mit der Tourist-Info, zeigt im Obergeschoss eine Wechselausstellung. Der Tiergarten ist eingebunden in das European Garden Heritage Network.
Schlosswald
Die waldreiche Umgebung des Schlosses ist ein besonderer Anziehungspunkt für alle, die Ruhe und Erholung suchen. Ein weitläufiges Mischwaldgebiet, das an den Dämmerwald angrenzt. Ausgedehnte Rundwanderwege, zum Teil als Forstlehrpfad, führen vorbei an reizvoll gelegenen Teichen zur Ruine einer alten Wassermühle mit Schutzhütte sowie zur
Isselquelle
Hier entspringt die Issel (Fluss).
Wellbrockquelle
die mit zwei Zuläufen die Issel bildet.
Dorfkirche
Ein weiteres, ortsbildprägendes Gebäude ist die Kirche St. Martin.

### Sehenswertes in Erle
Femeiche
Im Gemeindeteil Erle steht auf dem Gelände des über 200 Jahre alten Pastorats eine der ältesten Eichen Deutschland, die Femeiche. Der Baum ist vermutlich zwischen 600 und 850 Jahre alt.
Pius-Eiche
Ein weiteres Naturdenkmal ist die Pius-Eiche am alten Friedhof.
Gräberfelder und Hügelgrab
Neben dem fränkisch-merowingischen Gräberfeld aus dem 7.–8. Jahrhundert in der Erler Bauerschaft Westrich haben Ausgrabungen in der Erler Bauerschaft Östrich ein steinzeitliches Gräberfeld zum Vorschein gebracht. In der Östrich befindet sich auch ein Hügelgrab.
Weitere Sehenswürdigkeiten in Erle
sind die denkmalgeschützte Turmwindmühle, der Teufelstein, die neugotische Kirche St. Silvester mit dem vom Künstler Hermann Kunkler gestaltetem Chor, das Erler Heimatmuseum, die 200-jährige Kastanienallee und der Ständebaum mit allen in Erle vertretenen Zünften.

### Sehenswertes in Homer
Predigtulme
Im Ortsteil Homer, einer früher selbständigen Bauerschaft, steht die sagenumwobene Predigtulme. Auch sie ist als Naturdenkmal geschützt.

### Regelmäßige Veranstaltungen
- Historischer Kappesmarkt im Ortskern
- Raesfelder Gartentage
- Live & Lecker
- musiklandschaft:westfalen
- Büchermarkt am Wasserschloss Raesfeld
- Bauernmarkt auf dem Höfen Stegerhoff und Süthold
- Adventsmarkt am Wasserschloss Raesfeld
- Biergartenfest auf dem Rathausplatz
- Allgemeines und Junggesellen Schützenfest
- Rosenmontagsumzug des RRZ und Sitzungskarneval mit 2 großen Prunksitzungen und dem Kinderkarneval des RCV
- Konzerte der Raesfelder Burgmusikanten, im Jugendhaus und im Rittersaal Schloss Raesfeld
- Radwandertag
- Raesfelder Volkslauf / Lippe-Issel-Cup
- Monatsmarkt im Ortskern Raesfeld
- Osterfeuer in Erle vom Förderverein Kindergarten St. Nikolaus
- St. Martins-Umzug durch die beiden Kindergärten St. Nikolaus und St. Silvester

## Verkehr
Die Bundesstraßen 224 und 70 führen zu den nahegelegenen Autobahnen 31 und 3.
Der ÖPNV wird von der Westfalenbus GmbH in der Verkehrsgemeinschaft Münsterland sowie vom Regionalverkehr Niederrhein im Verkehrsverbund Rhein-Ruhr bedient. Östlich von Raesfeld verläuft die Bahnstrecke Winterswijk–Gelsenkirchen-Bismarck. Die nächstgelegenen größeren Bahnhöfe befinden sich in Borken, Rhade, Dorsten und Wesel.

## Partnergemeinden
Die längste Partnerschaft besteht mit dem niederländischen Ort Wehl, der zur Gemeinde Doetinchem gehört, zudem besteht seit 1990 eine Partnerschaft mit der mecklenburgischen Stadt Dömitz und seit 2005 eine weitere Partnerschaft mit der polnischen Gemeinde Kobierzyce.

## Persönlichkeiten
- Ignaz Böckenhoff (1911–1994), überregional bekannter Fotograf
- Stephan Selhorst (1913–1976), Professor für Kunsttheorie an der Werkkunstschule/Fachhochschule für Design in Münster, Gründer des Kulturkreises Schloss Raesfeld (1956),[22] Kulturbeauftragter des Kreises Borken seit 1. Januar 1962; Autor zahlreicher kunstgeschichtlicher Werke zum Kreis Borken[23]
- Hermann Kunkler (1927–2020), von 1960 bis 1990 Bildhauer und Goldschmied in Raesfeld
- Ewald Böckenhoff (1929–2005), Agrarmarktökonom, Berater der deutschen Landwirtschaftsminister und der Europäischen Kommission
- Dirk Bakalorz (* 1963), ehemaliger Profifußballer u. a. bei Eintracht Frankfurt
- Heico Nickelmann (* 1966), Rockmusiker und Liedermacher
- Marvin Bakalorz (* 1989), Profifußballer, deutscher Meister und Pokalsieger 2012 mit Borussia Dortmund